# Suture squamo-mastoïdienne
La suture squamo-mastoïdienne est la suture crânienne inconstante entre l’écaille de l'os temporal et la partie pétreuse de l'os temporal.